# Seniorat
Seniorat – stosowana w wiekach średnich zasada określająca porządek obejmowania tronu. Ustanawiana była często po podziale kraju między synów władcy i określała, że po jego śmierci władzę zwierzchnią ma każdorazowo sprawować najstarszy męski przedstawiciel rodu (senior).

## Księstwo Polskie
Została ona sformułowana w ustawie sukcesyjnej Bolesława Krzywoustego, określającej zasady sprawowania władzy w państwie po jego śmierci i miała ona zawsze należeć do najstarszego z Piastów – seniora. Jego dzielnicę nazywano wielkoksiążęcą albo senioralną. Miała ona przechodzić we władanie najstarszego potomka dynastii, jako podstawa jego władzy nad całością państwa, więc również nad dzielnicami innych książąt. Senior miał prawo wypowiadania i prowadzenia wojen, reprezentowania państwa na zewnątrz i zawierania traktatów, mianowania dostojników kościelnych i świeckich (arcybiskupów, biskupów, kasztelanów) oraz posiadał zwierzchność sądową. Oprócz tego utrzymywał w innych dzielnicach własne załogi. Dzielnica senioralna miała zostawać zawsze nienaruszona, natomiast dziedziczne mogły podlegać dalszym podziałom. Pierwszym seniorem został Władysław II Wygnaniec.
Zasada ta została złamana w 1180 roku na zjeździe w Łęczycy, gdy w zamian za nadanie przywileju dla duchowieństwa princepsem został obwołany najmłodszy syn Bolesława III – Kazimierz II Sprawiedliwy.

## Ruś Kijowska
Zasada ta, nazywana tam lestwicznym prawem została też wprowadzona w Rusi Kijowskiej po śmierci Jarosława I Mądrego w 1054. Według niej w podzielonym na dzielnice państwie władzę zwierzchnią miał objąć najstarszy Rurykowicz, który  otrzymywałby przy tym dzielnicę kijowską. Po jego śmierci seniorem miał stać się następny w kolejności starszeństwa przedstawiciel dynastii, który objąłby też dzielnicę swojego poprzednika, a swoją przekazywałby jeszcze młodszemu dziedzicowi, ten z kolei następnemu i tak dalej.
Zasada ta została obalona w 1097 na zjeździe w Lubeczu.